# Bajoška biskupija
Katolička biskupija Bayeux je biskupija Katoličke crkve u Francuskoj. Teritorij joj odgovara francuskom departmanu Calvados (u Normandiji) te predstavlja sufragansku biskupiju Rouanskoj nadbiskupiji.
U doba Konkordata 1802. godine biskupiji Bayeux je pripojen teritorij nekadašnje biskupije kojoj je sjedište bio Lisieux. Papinim dekretom iz 1852. je određeno da se biskupi Bayeuxa ubuduće nazivaju "biskupima Bayeuxa i Lisieuxa".

## Biskupi

### Do godine 1000
- Saint Exupère (Exuperius), 390. – 405., poznat i kao Spire (Spirius), Soupir, Soupierre
- Saint Regnobert (Regnobertus) ili Renobert, Rennobert, Raimbert
- Saint Rufinien (Rufinianus) ...–434.
- Saint Loup (Lupus) 434. – 464.
- Saint Patrice (Patricius) 464. – 469.
- Saint Manvieu (Manveus) ili Manvé, Mange, Manvien, Mar-Wig 470. – 480.
- Saint Contest (Contestus) ili Contès, Context 480. – 513.
- Saint Vigor (Vigorus) or Vigile 513. – 537.
- Leucade ili Leucadius 538. (Sabor u Orléansi)
- Lascivius ili Lascivus, Lauscius
- Leudovalde (Leudovaldus) ili Leudovald 581.–...
- Saint Gertran (Geretrandus) ili Gérétran 585. – 625.
- Saint Ragnebert (Ragnobertus) 625. – 668.
- Saint Gerbaud (Gereboldus) ili Gerebauld, Gerbold 689. – 691.
- Saint Frambold (Framboldus) ili Franbolt, Frambaud, Franbourd 691. – 722.
- Hugo od Champagnea 723. – 730. (također biskup Pariza, nadbiskup Rouena, opat Jumiègesa i opat Fontenellea
- Léodeningue, oko 765.
- Thior (Thiorus)
- Careville (Carveniltus) oko 833.
- Harimbert or Ermbart 835. – 837.
- Saint Sulpice (Sulpicius) 838. – 844.
- Baltfride (Baltfridus) ili Badfridus, Waltfride, Baufroy, Vaufroy, † 858.
- Tortolde 859. – 860.
- Erchambert 860.–...
- Heinrich I. (Heiricus) oko 927.
- Richard I.
- Hugo II. oko 965.
- Radulfe III. (Radulfus, Radulphus) ili Raoul "d'Avranches" 986. – 1006.

### 1000 - 1300
- Hugo III. d'Ivry 1011/1015–1049
- Odo od Contevillea ili Eudes I. 1049–1097 (također Earl od Kenta)
- Turold de Brémoy (Turoldus) ili d'Envermeu 1097–1106
- Richard II od Dovera (ili Richard I, sin Samsona, biskupa Worcestera) 1107–1133
- Richard III. od Gloucestera (ili Richard II. Fitz Robert, nećak Richarda I) 1135–1142 (Rollonides)
- Philippe d'Harcourt 1142–1163
- Heinrich II. 1163–1205
- Robert des Ablèges 1206–1231
- Thomas de Freauville 1232–1238
- Guy 1240–1259
- Eudes de Lory (Odo de Lorris) 1263–1274
- Gregor von Neapel 1274–1276
- Pierre de Beneis ...–..., † 1305

### 1300-1500
- Wilhelm I. Bonnet 1306–1312, osnivač Collège de Bayeux u Parizu
- Wilhelm II. de Trie 1313–...
- Pierre II. de Lévis. 1325–1330
- Wilhelm III. de Beaujeu 1330–1337
- Wilhelm IV. Bertrand 1338–1347
- Pierre III. de Villaine 1349–1360
- Ludwig I. Thézart 1360–1373
- Milon de Dormans 1373–1374
- Nicolas du Bos 1375–1408,
- Jean de Boissey or Jehan de Boissey 1408–1412
- Jean Langret 1414–1419
- Nicolaus II. Habart 1421–1431
- Zanon de Castiglione 1434–1459
- Ludwig II. d'Harcourt or de Harcourt 1460–1479
- Charles de Neufchâtel 1480–..., † 1498
- René de Prie or René I. 1499–..., † 1516

### 1500-1800
- Louis III. Canossa or Louis de Canossa 1517–..., † 1531
- Pierre IV. de Martigni 1531
- Agustin Trivulce 1531–1548
- Charles II. d'Humières 1549–1571
- Bernardin de Saint-François 1573–1582
- Mathurin de Savonnières 1583–1586
- Charles de Bourbon 1586–1590
- René de Daillon du Lude 1590–1600
- Arnault d'Ossat 1600–1604
- Jacques d'Angennes 1606–1647
- Édouard Molé 1647–1652
- Abbé de Sankte-Croix 1652–... (brat prethodnika)
- François I. Servien 1654–1659
- François II de Nesmond 1662–1715
- Joseph-Emmanuel de la Trimoille 1716–1718
- François Armand of Lothringen-Armagnac 1719–1728
- Paul d'Albert de Luynes 1729–1753
- Pierre-Jules César de Rochechouart-Montigny 1755–...
- Joseph-Dominique de Cheylus 1776–..., † 1797
- Claude Fauchet 1791–1793
- Julien-Jean-Baptiste Duchemin 1799–1799
- Louis-Charles Bisson 1799–1801

### Od 1800
- Charles Brault 1802 - 1817, nadbiskup Albija)
- Charles-François Duperrier-Dumourier (1823- 1827 smrt)
- Jean-Charles-Richard Dancel  (1827 - 1836 smrt)
- Louis-François Robin (1836 - 1855 smrt)
- Charles-Nicolas-Pierre Didiot (1856 - 1866 smrt)
- Flavien-Abel-Antoinin Hugonin (1866 - 1898 smrt)
- Léon-Adolphe Amette  (1898 - 1906, postao pomoćni nadbiskup Pariza)
- Thomas-Paul-Henri Lemonnier (1906 - 1927 smrt)
- Emmanuel Célestin Suhard (1928 - 1930 imenovan za nadbiskupa Reimsa)
- François-Marie Picaud (1931 - 1954, umirovljenje)
- André Jacquemin 1954 - 1969, ostavka)
- Jean-Marie-Clément Badré (1969 - 1988, ostavka)
- Pierre Auguste Gratien Pican, S.D.B. (1988 -2010, umirovljenje)
- Jean-Claude Ézechiel Jean-Baptiste Boulanger (2010 - )